# Lukas Ruoss
Lukas Ruoss (Berna, 26 agosto 1995) è un giocatore di football americano e allenatore di football americano svizzero che gioca come inside linebacker, attualmente free agent.